# Pergalumna longisetosa
Pergalumna longisetosa är en kvalsterart som beskrevs av Balogh 1960. Pergalumna longisetosa ingår i släktet Pergalumna och familjen Galumnidae. Inga underarter finns listade i Catalogue of Life.